# 183
Évszázadok: 1. század – 2. század – 3. század
Évtizedek: 130-as évek – 140-es évek – 150-es évek – 160-as évek – 170-es évek – 180-as évek – 190-es évek – 200-as évek – 210-es évek – 220-as évek – 230-as évek
Évek: 178 – 179 – 180 – 181 –  182 – 183 – 184 – 185 – 186 – 187 – 188

## Események

### Római Birodalom
- Commodus császárt (helyettese februártól L. Tutilius Pontianus Gentianus, májustól M. Herennius Secundus, május után T. Pactumeius Magnus) és Caius Aufidius Victorinust (helyettese M. Egnatius Postumus és L. Septimius Flaccus)
- Commodus felveszi a Pius melléknevet.
- Felkelés Daciában, amelyet hamarosan levernek.

### Kína
- Csang Csüe és a taoista Tajping szekta több tartományra kiterjedő titkos összeesküvést szervez a császár ellen.

## Születések
- Lu Hszün, a Keleti Vu állam hadvezére

## Fordítás
- Ez a szócikk részben vagy egészben  a(z)   183 című francia Wikipédia-szócikk ezen változatának fordításán alapul.  Az eredeti cikk szerkesztőit annak laptörténete sorolja fel. Ez a jelzés csupán a megfogalmazás eredetét és a szerzői jogokat jelzi, nem szolgál a cikkben szereplő információk forrásmegjelöléseként.